# Antonius Jacobus van Deinse
Antonius Jacobus van Deinse (Hulst, 30 maart 1823 - Enschede, 7 april 1896) was een Nederlands schooldirecteur en natuurkundige te Enschede.
Van Deinse studeerde wis- en natuurkunde aan de Rijksuniversiteit Leiden en promoveerde in 1846 op een proefschrift over de komeet van De Vico. Vervolgens doceerde hij wis- en natuurkunde aan het gymnasium in Dordrecht. Nadat het Rijk een Twentse Industrie- en Handelsschool had toegezegd aan Enschede werd Van Deinse in 1862 als directeur in Enschede benoemd en begeleidde de bouw van de school. In januari 1864 begonnen de lessen aan de HBS, de handelsafdeling en de textielafdeling. In 1885 nam Enschede de textielschool geheel over en noemde het Nederlandsche School voor Nijverheid en Handel. In 1886 trad Dr. Van Deinse als directeur af.
Ook zijn zoon, Jacobus Joännes van Deinse is een bekende Enschedeër. Hij componeerde het Twents volkslied.
De familie Van Deinse woonde in de Haverstraat in Enschede, naast apotheker C.J. Snuif.
- Biografisch Portaal: 12622730
- International Standard Name Identifier: 0000 0003 9009 7530
- Nederlandse Thesaurus van Auteursnamen: 073359319
- Système universitaire de documentation: 083393579
- Virtual International Authority File: 194971388
- WorldCat: E39PBJfmvrX8jvG7PhbtHT9FKd